# گرگی در میان ما
گرگی در میان ما (به انگلیسی: The Wolf Among Us) یک بازی ویدئویی در سبک ماجراجویی گرافیکی است که توسط شرکت تل‌تیل گیمز ساخته و منتشر شده‌است. فصل اول بازی شامل ۵ قسمت است که اولین قسمت این بازی در تاریخ ۱۱ اکتبر ۲۰۱۳ برای مایکروسافت ویندوز و ایکس‌باکس ۳۶۰ منتشر شد.

## روند بازی
آن گرگ در میان ما یک بازی در سبک ماجراجویی گرافیکی سوم شخص است. شخصیت اصلی بازی بیگبی ولف می‌باشد. تقریباً این بازی در سبک هم نوع خود یعنی مردگان متحرک است که جستجو کردن، انتخاب یا برداشتن شیء و تصمیم‌گیری‌های مختلف (که بر روی داستان اصلی تأثیر خواهد گذاشت) را شامل می‌شود.

## شخصیت‌ها
بازی آن گرگ در میان ما دارای شخصیت‌های مختلف افسانه‌ای از داستان‌های مختلف است، بیگبی ولف (گرگینه)، سفیدبرفی و حتی دیو و دلبر نیز در بازی حضور دارند.

## داستان
اتفاقی ناگهانی باعث می‌شود شخصیت‌های داستان از سرزمین‌های افسانه‌ای گریخته و به قلمرو انسان‌ها بیایند، آن‌ها نیویورک را قلمرو خود کرده و بوسیلهٔ افسون خود را به شکل انسان‌ها درآوردند و در بینشان زندگی می‌کنند. در ابتدای بازی شخصیت اصلی یعنی بیگبی را نشان می‌دهد که در حال رفتن به خانه‌اش است، اما به سراغ یکی از همان شخصیت‌های افسانه‌ای یعنی جنگلبان می‌رود که مست شده و در حال کتک زدن یک زن است. سپس زن را نجات می‌دهید و پس از طی حوادثی او و دوستانش متوجه دو قتل در بین گروهشان می‌شوند (یکی از آن‌ها همان زنی است که در اول بازی مشاهده می‌کنید)، بیگبی و بقیه آن‌ها (بهمراه سفید برفی ) به دنبال سرنخی برای پیدا کردن قاتل هستند. در طول بازی بیگبی به مکان‌های مختلف نیویورک (فابل تاون) می‌رود و با مظنون‌های قتل صحبت می‌کند. این وظیفه بازیکن است که تشخیص دهد آن‌ها راست می‌گویند یا خیر، همچنین بسیاری از تصمیم‌های مهم بر عهدهٔ بازیکن می‌باشد. در طول بازی بیگبی با قدرت گرگینه‌ای خود با دشمنان خود می‌جنگد یا از گروه خود دفاع می‌کند.